# Grammatica cornica

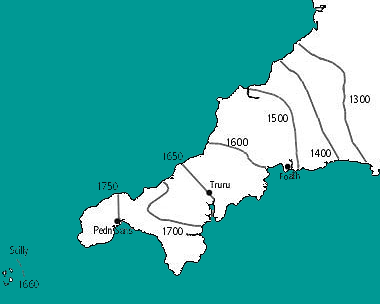
Mappa che mostra il graduale declino del cornico.

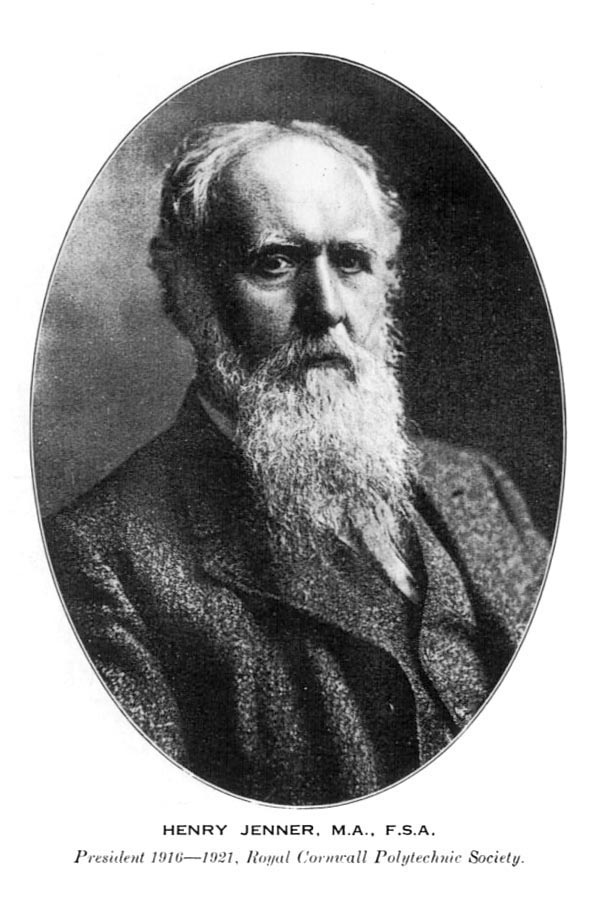
Henry Jenner (1848-1934), padre della rinascita del cornico.

La grammatica cornica è la grammatica della lingua della Cornovaglia britannica. Appartiene alla famiglia delle lingue indoeuropee, al ramo delle lingue celtiche insulari e al gruppo brittonico o "gruppo della P", insieme alle lingue "sorelle" gallese e bretone. È imparentata più in distanza con le lingue celtiche insulari del gruppo goidelico o "gruppo della Q", ovvero l'irlandese, il gaelico scozzese ed il mannese.
Nonostante i due idiomi siano imparentati, la lingua cornica non va confusa con il dialetto, o meglio il gruppo di dialetti "cornovagliese" della lingua bretone, parlato nella Cornovaglia bretone in Francia.
Il cornico subì un lento ma costante declino in favore dell'inglese a partire dall'inizio del XIV secolo, terminato con l'estinzione nei primi anni del XIX secolo.
Già nel corso del XIX secolo si manifestò qualche interesse per il suo recupero. Ma in genere si data l'inizio nel 1904, con la pubblicazione del volume A Handbook of the Cornish Language di Henry Jenner. Da allora ad oggi è attivo un movimento per il reimpiego della lingua.
La grammatica di base della lingua cornica corrisponde generalmente a quella delle altre lingue celtiche moderne, o della maggior parte di esse.
Molte caratteristiche del cornico, come di tutte le lingue celtiche, presentano curiose analogie con le lingue semitiche. Altre caratteristiche mostrano somiglianze con la lingua greca.

## Alfabeto e fonologia

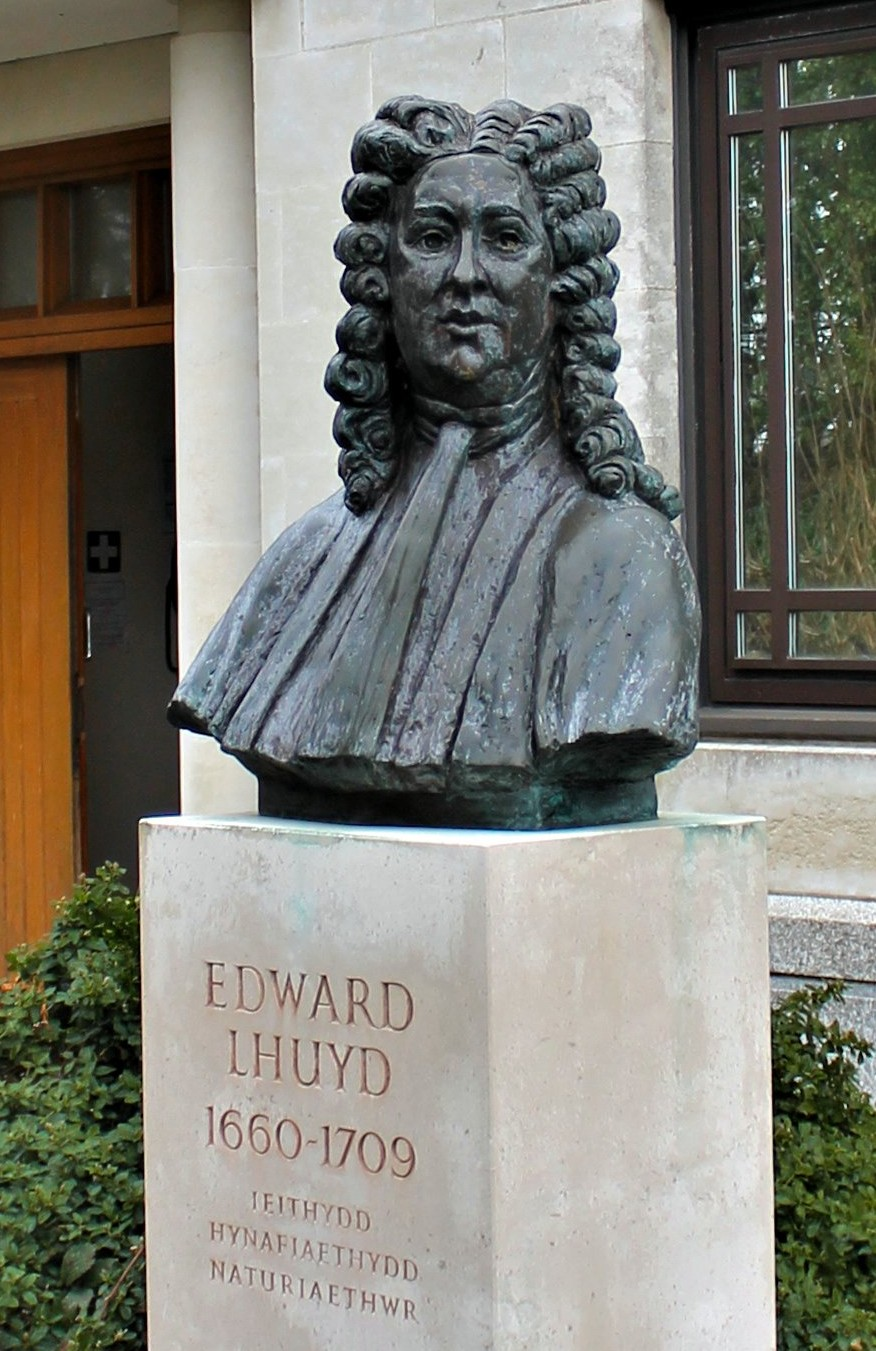
Busto di Edward Lhuyd, lo studioso che ha descritto la fonologia del cornico.

Il cornico usa in genere tutte le 26 lettere dell'alfabeto latino. Tuttavia alcune varietà dialettali e ortografiche tralasciano alcune lettere: 
- c, sostituita da k.
- i, sost. da y.
- q, sost. da k.
- x, sost. da ks.
- z, sost. da s.

Pronuncia delle consonanti:
- Le consonanti "l, r, m, n" si pronunciano approssimativamente come in italiano o in inglese; "j" e "w" come in inglese.
- Le cons. "b/p, d/t, v/f, g/k, z/s" si pronunciano circa come in italiano o in inglese (ma la "g" è sempre dura, come in "gatto", e la "z" è sempre dolce, come in inglese e in francese). Però la loro posizione nella parola o nella frase può causare alcune assimilazioni dei suoni.
- Nelle varietà ortografiche che usano queste lettere, "c" si pronuncia "k" o "s" secondo la lettera che segue, "q" e "x" si pronunciano come in italiano e in inglese.
- Le cons. doppie si pronunciano come semplici. Ma in alcune varietà grafiche possono indicare che la vocale precedente è corta.

Vengono usati inoltre alcuni digrammi:
- ch = /tʃ/, come in inglese e in spagnolo.
- dh = /ð/,  th dolce inglese.
- gh = /x/ o /h/, come il ch tedesco, o come h inglese o tedesca, secondo i casi.
- sh = /ʃ/,  come in inglese, presente solo in alcune varietà grafiche.
- th = /θ/,  come il th duro inglese.

Più complessa la pronuncia delle vocali e dei dittonghi, che oltretutto varia da un dialetto all'altro. La pronuncia di "a, e, i, o, u, y", in modo molto approssimativo, è relativamente simile a quella italiana; però ad es. è importante la distinzione tra vocali corte e vocali lunghe.
L'accento tonico cade prevalentemente sulla penultima sillaba.

## Morfologia

### Parti del discorso
- I verbi sono in genere molto regolari. Esistono alcuni verbi irregolari, usati per lo più come verbi ausiliari o come verbi servili.
- Le forme composte o analitiche del verbo, ottenute con verbi ausiliari, sono più frequenti delle forme semplici o sintetiche, ottenute con desinenze.
- Il modo infinito è concepito come un sostantivo: per esempio, amma indica il baciare, l'atto di baciare prima che baciare. Può essere accompagnato da aggettivi.
- Il verbo normalmente inizia la frase, anche se l'ordine delle parole può essere spesso modificato per dare enfasi ad una parola o ad un'altra.
- Il genere dei sostantivi è maschile o femminile. Non esiste il genere neutro.
- Gli aggettivi seguono il sostantivo che qualificano. Esistono aggettivi semplici e aggettivi derivati; i primi sono aggettivi in quanto tali, cioè non derivano da altre parole; mentre i secondi sono ottenuti con l'aggiunta di un suffisso, di solito -ek, ad un verbo o un sostantivo.
- Le preposizioni costituiscono una parte variabile del discorso, in quanto vengono coniugate a seconda del pronome personale che segue.
- Il cornico possiede l'articolo determinativo, an, che vale sia come articolo che come dimostrativo. Non esiste l'articolo indeterminativo.

### Mutazioni delle consonanti iniziali
Le consonanti iniziali di una parola possono cambiare secondo determinate circostanze. Questi fenomeni, chiamati "mutazioni iniziali", riguardano l'ambito della morfologia; a differenza di quanto avviene in molte altre lingue, ad es. nei dialetti sardi, corsi o toscani, nei quali le frequenti mutazioni iniziali rientrano nell'ambito della fonologia.
Ciò avviene nelle parole che cominciano con B, Ch, D, G, Gr, Gw, K, M, P, T, e talvolta S, F. Le altre consonanti iniziali restano invariate in ogni circostanza. Le mutazioni più frequenti avvengono dopo l'articolo definito an, quando è seguito da un nome femminile singolare o da un nome maschile plurale.
| Consonanti non mutate | Mutazione dolce | Mutazione aspirata | Mutazione dura | Mutazione mista |
| --------------------- | --------------- | ------------------ | -------------- | --------------- |
| p                     | b               | f                  | -              | -               |
| t                     | d               | th                 | -              | -               |
| k                     | g               | h                  | -              | -               |
| b                     | v               | -                  | p              | f               |
| d                     | dh              | -                  | t              | t               |
| g1                    | scompare        | -                  | k              | h               |
| g2                    | w               | -                  | k              | hw              |
| gw                    | w               | -                  | kw             | hw              |
| m                     | v               | -                  | -              | f               |
| ch                    | j               | -                  | -              | -               |

1 Davanti alle vocali non arrotondate (i, y, e, a), l, r + vocale non arrotondata.

2 Davanti alle vocali arrotondate (o, u), r + vocale arrotondata.

## Sintassi

### Ordine delle parole
L'ordine normale delle parole è VSO (verbo-soggetto-oggetto); ma la lingua possiede un vasto sistema di variazioni in cui parti di una frase possono venire spostate all'inizio per dare enfasi, anziché portare l'accento tonico come succede in altre lingue, ad es. in inglese e a volte in italiano. Questo sistema ha ampiamente influenzato il locale dialetto anglo-cornico, come si sente ad es. nel particolare modo di porre le domande da parte dei parlanti, come in Goin' in' town are'ee? (Andando in città state voi?); oppure in esclamazioni come S'bleddy hot 'tis! (È maledettamente bollente questo!).
Nelle frasi escrittive del verbo bos "essere" il nome del predicato inizia la frase:

### Sintassi nominale
I determinanti precedono il nome che modificano, mentre gli aggettivi in genere lo seguono. Un modificatore che precede il relativo nome principale causa spesso una mutazione, e gli aggettivi che seguono un nome sono lenite, cioè subiscono la mutazione dolce. Es.:
- benyn (donna, una donna).
- an venyn (la donna); benyn è lenita perché è femminile singolare.
- tebel venyn (una donna cattiva); benyn è lenita perché tebel la precede.
- benyn gonnyk (una donna brava); konnyk è lenita perché segue un nome femminile.

Le relazioni di specificazione sono ottenute per giustapposizione; cioè il genitivo si forma ponendo due frasi nominali l'una di seguito all'altra, con il possessore collocato al secondo posto. Quindi l'italiano "La madre del gatto" si traduce Mamm an gath, letteralmente "Madre il gatto". Una frase del tipo "Il numero di telefono del direttore del progetto" viene tradotta Niver pellgowser menystrer an towl, alla lettera "Numero telefono direttore il progetto". Soltanto l'ultimo nome di una sequenza di genitivi può prendere l'articolo determinativo.

## Dialetti
Alcune divergenze sull'interpretazione dei documenti scritti hanno portato alla formazione di quattro varietà contemporanee di cornico, distinte ma reciprocamente comprensibili:
- Cornico unificato.

Proposto da Robert Morton Nance, con l'importante collaborazione di Arthur Smith. Dal 1929 al 1987 fu l'unica versione disponibile della lingua.
- Cornico comune.

Proposto da Ken George nel 1986 e approvato dal "Cornish Language Board" (Consiglio della lingua cornica) l'anno successivo.
- Cornico neo-tardo.

Proposto da Richard Gendall nel 1991.
- Cornico unificato rivisitato.

Proposto da Nicholas Williams nel 1995.

### Ortografia
Ciascuna varietà possiede un'ortografia "propria", tranne il "Cornico unificato rivisitato" che impiega l'ort. detta "Cornico standard".
Sono in uso inoltre tre ortografie "comuni", non molto diverse tra di loro, che rappresentano in modo uniforme i quattro dialetti:
- Forma scritta standard (SWF/Standard Written Form). Usata dal "Gorseth Kernow", l'associazione degli scrittori in cornico, per tutta la corrispondenza, le pubblicazioni, le cerimonie e i festival.
- Forma scritta standard con i segni tradizionali. Varietà della precedente; ma mentre la precedente cerca di rappresentare i suoni con un criterio fonemico, la SWF con i segni tradizionali cerca di avvicinarsi all'ortografia degli scrittori madrelingua del passato.

Differenze principali tra la SWF e la stessa con i segni tradizionali: 
1. La prima scrive il suono /k/ sempre con la lettera k. La seconda scrive c quando è seguito da "l, r, a, o, u"; e k negli altri casi.
2. La prima scrive kw. La seconda qw.
3. La prima scrive più di frequente la i. La seconda scrive y quando è atona e quando è in fine di parola.
4. La prima rappresenta la w sorda (/ʍ/) con hw. La seconda con wh.
5. La prima scrive ks. La seconda scrive x.

- Cornico standard (SC/Standard Cornish). Oltre ad usare i segni tradizionali, quest'ultima ortografia indica alcune divergenze sul modo di rappresentare i suoni:

1. Maggiore regolarità nell'uso di i e y.
2. Distinzione tra u, û e ù; e in generale un maggiore uso dei segni diacritici sulle vocali.
3. Uso dei dittonghi ai e au.
4. Uso di av, ev, edh in fine di parola.
5. Grafia menydh (montagna) e nowydh (nuovo), anziché menyth  e nowyth dell'ort. SWF.

## Analogie con le lingue semitiche
- Il complemento di specificazione è indicato dal semplice accostamento delle parole. Non esiste una preposizione equivalente alla nostra di.
- In questa costruzione di frase soltanto il secondo termine, o l'ultimo in una sequenza di tre o più termini, può prendere l'articolo determinativo. La sua presenza rende determinato ogni termine della frase.
- Il sostantivo precede l'aggettivo che lo qualifica.
- L'ordine normale delle frasi è VSO (Verbo Soggetto Oggetto), dunque il verbo inizia la frase.
- Esistono frasi di tipo nominale dove il verbo, in genere il verbo "essere", viene omesso.
- A volte le voci del verbo "essere" possono venire inserite tra verbo e soggetto.
- Molte preposizioni sono coniugate secondo il pronome che segue, che spesso viene omesso.
- Ma per dare enfasi al pronome, esso può essere aggiunto anche ad una preposizione già coniugata.
- Non esiste il pronome relativo. Le relazioni tra due frasi vengono indicate da particelle che hanno anche altri usi, e che possono anche dipendere da preposizioni.
- Lo stesso avviene quando il relativo si trova in una rapporto di specificazione con una parola della frase dipendente.
- Per descrivere una circostanza che accompagna l'azione indicata dalla frase principale, la frase secondaria è introdotta dalla congiunzione "e", ma può descrivere sia una simultaneità che un contrasto; e sono frasi nominali, che non possiedono un verbo coniugato. Queste frasi sono in genere chiamate "circostanziali" dai semitisti, e "assolute" dai celtisti.